# Edwin F. Sweet

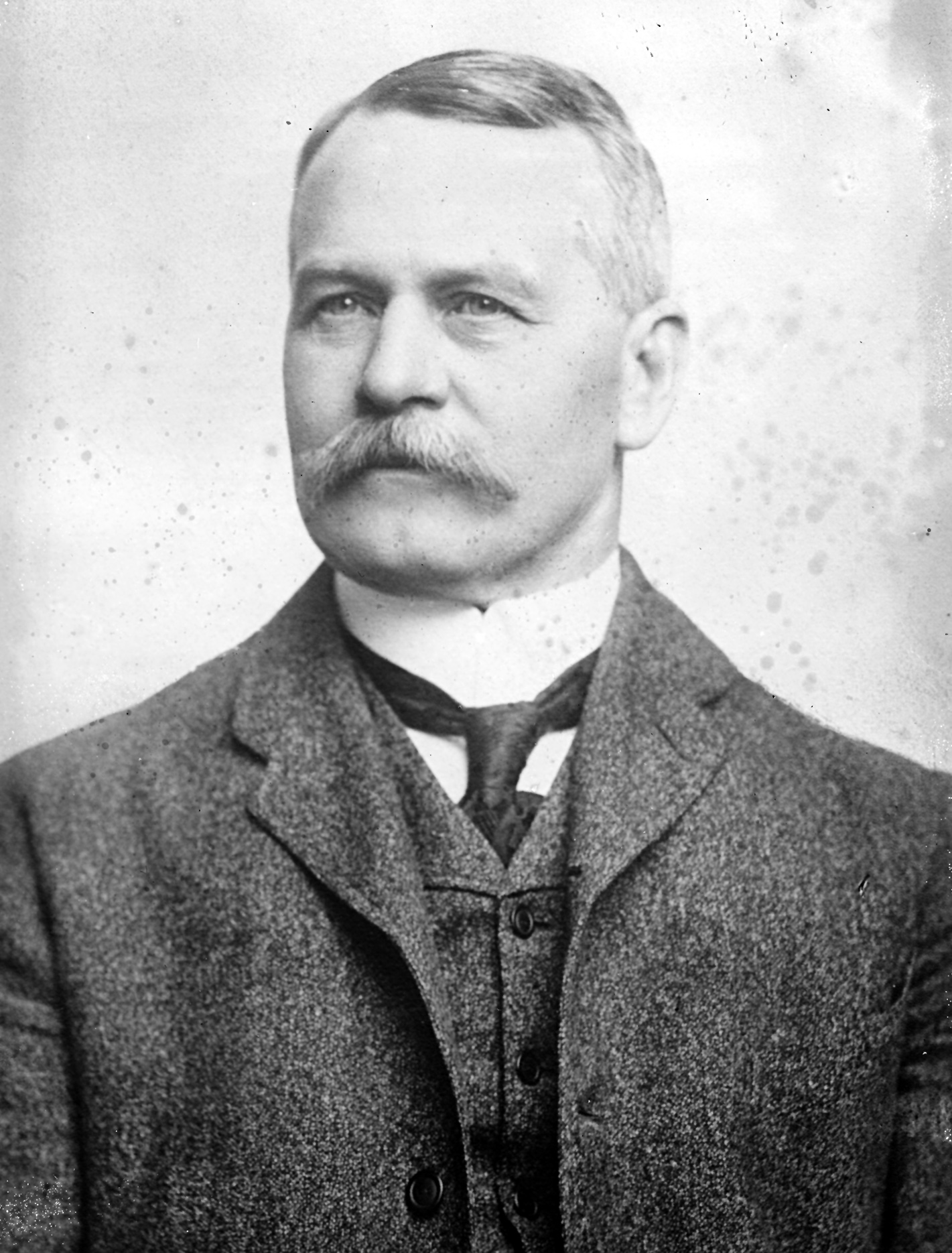
Edwin F. Sweet

Edwin Forrest Sweet (* 21. November 1847 in Dansville, Livingston County, New York; † 2. April 1935 in Ojai, Kalifornien) war ein US-amerikanischer Politiker. Zwischen 1911 und 1913 vertrat er den Bundesstaat Michigan im US-Repräsentantenhaus.

## Werdegang
Edwin Sweet besuchte die öffentlichen Schulen seiner Heimat und studierte danach bis 1871 am Yale College das Fach Literatur. Nach einem anschließenden Jurastudium an der University of Michigan in Ann Arbor und seiner im Jahr 1874 erfolgten Zulassung als Rechtsanwalt begann er in Grand Rapids (Michigan) in seinem neuen Beruf zu arbeiten. Gleichzeitig schlug er als Mitglied der Demokratischen Partei eine politische Laufbahn ein.
Zwischen 1899 und 1906 saß Sweet als Mitglied im Bildungsausschuss von Grand Rapids. Von 1904 bis 1906 war er auch Bürgermeister dieser Stadt. Bei den Kongresswahlen des Jahres 1910 wurde Sweet im fünften Wahlbezirk von Michigan in das US-Repräsentantenhaus in Washington, D.C. gewählt, wo er am 4. März 1911 die Nachfolge von Gerrit J. Diekema antrat. Da er bei den Wahlen des Jahres 1912 dem Republikaner Carl E. Mapes unterlag, konnte er bis zum 3. März 1913 nur eine Legislaturperiode im Kongress absolvieren.
Während der Präsidentschaft von Woodrow Wilson war Sweet von 1913 bis 1921 stellvertretender Handelsminister. Im Jahr 1916 kandidierte er erfolglos für das Amt des Gouverneurs von Michigan: Mit einem Stimmenanteil von 40,6 Prozent verlor er deutlich gegen den Republikaner Albert Sleeper. Zwischen 1923 und 1926 war er noch einmal Mitglied im Bildungsausschuss von Grand Rapids; von 1926 bis 1928 gehörte er dem Stadtrat an. Außerdem betrieb er eine Getreidefarm und eine Viehranch in North Dakota. Er blieb aber in Grand Rapids wohnhaft, bis er sich im Jahr 1928 in den Ruhestand zurückzog, den er in Ojai (Kalifornien) verbrachte. Dort ist er am 2. April 1935 auch verstorben. Anschließend wurde er in Grand Rapids beigesetzt.